# Asarum leucosepalum
Asarum leucosepalum là một loài thực vật có hoa trong họ Aristolochiaceae. Loài này được Hatus. ex Yamahata mô tả khoa học đầu tiên năm 1994.